# Aminoplast
Aminoplaste (auch: Aminoharze oder Amidharze) sind relativ niedermolekulare, aushärtbare Kunstharze, die durch Polykondensation von Carbonylverbindungen (oft Formaldehyd) und Verbindungen mit NH-Gruppen, wie beispielsweise Harnstoff (Harnstoffharze, UF), Melamin (Melaminharze, MF) oder Dicyandiamid (Dicyandiamidharze, DD) gewonnen werden. Die Harze lassen sich als wässrige Lösungen (z. B. als Leimharze) oder als sprühgetrocknete Pulver als Formmasse verwenden. Durch Zusatz von Härtern werden die niedermolekularen Harze vernetzt und damit in unlösliche, unschmelzbare Duroplaste umgesetzt. Die Bezeichnung Aminoplast wird häufig sowohl für das noch auszuhärtende Vorprodukt als auch für das durchgehärtete Endprodukt verwendet.

## Herstellung
Allgemein werden Aminoplaste durch Polykondensation von Formaldehyd mit Verbindungen, die zwei oder mehr Aminogruppen enthalten (z. B. Harnstoff, Thioharnstoff, Melamin, Cyanamid, Diaminohexan, Benzoguanamin) hergestellt. Als Beispiel hier die Synthese von Harnstoff-Formaldehyd-Harz:  
Diese Reaktion läuft in einem ersten Schritt über die Addition von Harnstoff unter Bildung von N-Hydroxymethylgruppen und anschließend ein Kettenwachstum über Polykondensation unter Wasserabspaltung. Diese Reaktion wird meist in basischer Lösung durchgeführt, da OH−-Ionen als Katalysator benötigt werden und sich unvernetzte Vorkondensate bilden. Die Vorkondensate sind mehrere Monate bei Raumtemperatur stabil.
Beim Aushärten unter sauren Bedingungen führt weitere Polykondensation der linear aufgebauten Kettenmoleküle des Harzes auch untereinander zu Verknüpfungen. Je mehr Formaldehyd hinzugefügt wurde, desto mehr Vernetzungsstellen gibt es.

## Verwendung
Der Großteil der Aminoplaste wird als Klebstoff in der Holzwerkstoff-Industrie (z. B. in der Spanplatte als „Spanplattenleim“) und als Isoliermaterial eingesetzt. Den bei weitem größten Anteil bilden die Harnstoff-Formaldehyd-Harze (Harnstoffharz, UF-Harze), bedingt durch ihren verbreiteten Einsatz in der Holzwerkstoff-Industrie.
Sie finden ihren Einsatz auch in Haushaltsartikeln, Karosserieteilen, sowie Verpackungsmaterial.
Eine weitere Verwendung findet Melaminharz bei der Herstellung von Tischtennisplatten. Wetterfeste Tischtennisplatten werden inzwischen zum größten Teil mit Melaminharzoberflächen gefertigt.
Die Eigenschaft, mit gasförmigem Formaldehyd auszuhärten, ermöglicht auch den Einsatz als Bindemittel für Formsand im Sandguss.